# Bute Estate Office

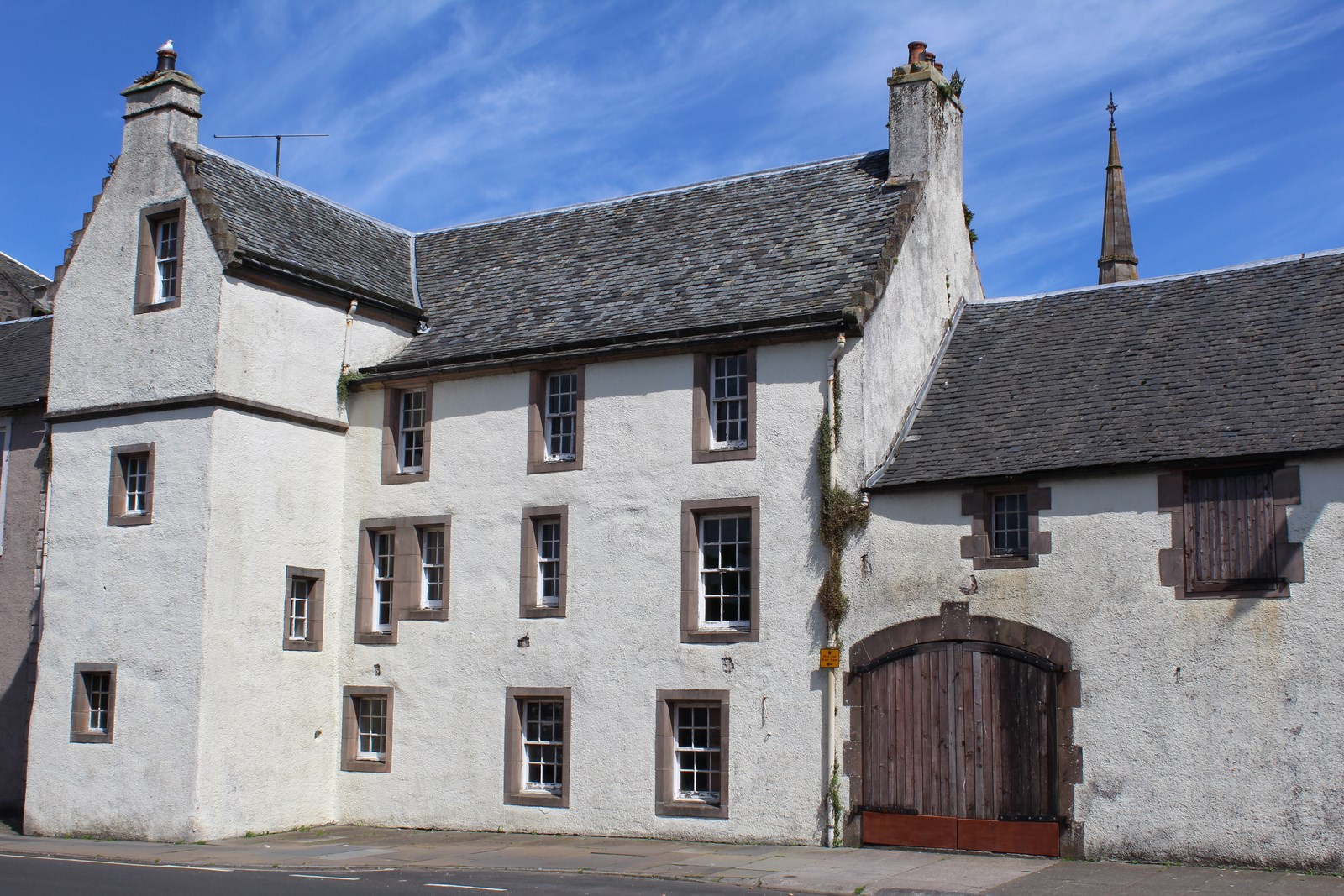
Bute Estate Office (2013)

Das Bute Estate Office, auch Stuart Town House, ist ein ehemaliges Verwaltungsgebäude in der Stadt Rothesay, der Hauptstadt der schottischen Insel Bute. Das Gebäude befindet sich im Stadtzentrum gegenüber der Ruinen von Rothesay Castle. 1971 wurde das Bute Estate Office in die schottischen Denkmallisten in der höchsten Kategorie A aufgenommen.

## Geschichte
Das Gebäude wurde im späten 17. Jahrhundert auf Geheiß des Marquess of Bute errichtet. Durch eine Datumsangabe auf einem Giebelstein erscheint eine Fertigstellung im Jahre 1681 als wahrscheinlich. Es diente als Verwaltungsgebäude des Marquess in der Stadt. Aus dem Jahre 1825 ist die Verwendung als Zollhaus überliefert und aus dem späten 20. Jahrhundert eine Renovierung bekannt. 2010 wurde das Bute Estate Office in das Register gefährdeter denkmalgeschützter Bauwerke in Schottland aufgenommen. Sein Zustand wurde jedoch als solide und der Gefährdungsgrad als niedrig angegeben. Als Hauptgrund für eine mögliche Verschlechterung der Bausubstanz wird der Leerstand seit 2009 angegeben.

## Beschreibung
Das längliche, dreistöckige Bute Estate Office besitzt ein ausgebautes Dachgeschoss. Entlang der Vorderfront sind zahlreiche Sprossenfenster mit Sandsteinfaschen nur annähernd in Vertikalachsen angeordnet. Der vorspringende Eingangs- und Treppenturm ist mit einem Staffelgiebel verziert. Die Fassaden sind traditionell mit Harl verputzt und geweißt. Das Gebäude schließt mit einem schiefergedeckten Satteldach ab, das beidseitig als Staffelgiebel gearbeitet ist. Rechts befindet sich ein zweistöckiger, kurzer Anbau. Das zweiflüglige Tor und die Sprossenfenster sind dort ebenfalls mit Umrahmungen aus poliertem Sandstein abgesetzt. Auch dieser Flügel besitzt ein mit grauem Schiefer gedecktes Satteldach.